# أوبري بيفرز
أوبري بيفرز (بالإنجليزية: Aubrey Beavers)‏ هو لاعب كرة قدم أمريكية أمريكي، ولد في 30 أغسطس 1971 في هيوستن في الولايات المتحدة.

## وصلات خارجية
- أوبري بيفرز على موقع مرجع كرة القدم المحترفة.كوم (الإنجليزية)